# Cantaing British Cemetery
Cantaing British Cemetery is een Britse militaire begraafplaats met gesneuvelden uit de Eerste Wereldoorlog, gelegen in het Franse dorp Cantaing-sur-Escaut (Noorderdepartement). De begraafplaats ligt aan de Grande Rue op 670 m ten noordoosten van het dorpscentrum (Église Saint Paul). Ze werd ontworpen door William Cowlishaw en heeft een rechthoekig grondplan met een oppervlakte van 498 m². Omdat het terrein hoger ligt dan de straat bestaat de toegang uit twee trappartijen onderbroken door een terras en een centraal trapgedeelte waarop het Cross of Sacrifice is geplaatst. Alles samen een veertiental treden vooraleer met het niveau met de graven bereikt. Het geheel wordt omgeven door een natuurstenen muur die is afgewerkt met witte boordstenen. Achteraan bevindt zich een klein schuilgebouwtje met een zitbank. 
De begraafplaats telt 68 graven waaronder 5 niet geïdentificeerde en wordt onderhouden door de Commonwealth War Graves Commission.

## Geschiedenis
Het dorp werd op 21 november 1917 door de 51st (Highland) en 6th Division met ondersteuning van tanks veroverd. Een Duitse tegenaanval werd op 1 december afgeslagen maar het dorp werd een paar dagen later toch uit handen gegeven. Eind september 1918 werd het door de Britse troepen heroverd en de begraafplaats werd direct daarna aangelegd door de Burial Officer (deze officier was verantwoordelijk voor het registreren en begraven van de gesneuvelden) van de 52nd Division. 
Er liggen 68 Britten begraven (waaronder 5 niet geïdentificeerde) die sneuvelden tussen 27 september en 12 oktober 1918.

### Onderscheiden militairen
- sergeant William Basil Moore, de korporaals H.T. Beckwith en Fred Earnshaw en de soldaten G. McKinlay en J. O'Sullivan werden onderscheiden met de Military Medal (MM).